# Rue Ménars
La rue Ménars est une voie du 2e arrondissement de Paris, en France.

## Situation et accès
La rue Ménars est une voie publique située dans le 2e arrondissement de Paris. Elle débute au 79, rue de Richelieu et se termine au 10-14, rue du Quatre-Septembre.
Le quartier est desservi par la ligne 3 aux stations Quatre-Septembre et Bourse.

## Origine du nom
Elle porte ce nom car elle a été ouverte sur l'emplacement de l'hôtel Ménars.

## Historique
Avant 1726, c'était une impasse, qui se dénommait « cul-de-sac Ménars », qui avait été formée sur les terrains de l'hôtel du président Ménars.
Des lettres patentes du 19 février de la même année ordonnèrent que cette impasse serait prolongée sur l'emplacement de l'hôtel de Grammont et que cette nouvelle rue porterait la dénomination de « rue de Ménars » et aurait une largeur de 4 toises.
Cette disposition n'eut point alors de suite, mais renouvelée par lettres patentes du 1er juillet 1765, elle reçut son exécution le 30 septembre suivant.
Depuis le percement de la rue du Quatre-Septembre, en 1868, une grande partie de cette rue a été sacrifiée.

## Bâtiments remarquables et lieux de mémoire
- No 6 : immeuble construit en 1908 par l’architecte André-Félix Narjoux ayant abrité l’annexe du siège central du Crédit lyonnais jusqu'en 2012. On peut d'ailleurs encore lire, gravé dans la pierre, le nom de la banque au-dessus de l'une des entrées du bâtiment. Sa façade, alliant brique, fer et pierre de taille, et sa toiture sur la rue font l’objet d’une inscription au titre des monuments historiques depuis le 30 septembre 1977[2]. En 2015, l'immeuble est l'objet d'une importante réhabilitation menée sous la responsabilité de l'architecte en chef des monuments historiques. L'immeuble est inauguré le 18 février 2016 et remporte quelques jours plus tard, au Marché international des professionnels de l’immobilier, le Prix du meilleur centre d’affaires[3]. En 2016, quittant l'avenue de Wagram, le réseau social Facebook s’y installe, en occupant les deux derniers étages[4]. L’immeuble accueille également les bureaux de la plateforme de covoiturage BlaBlaCar[5].

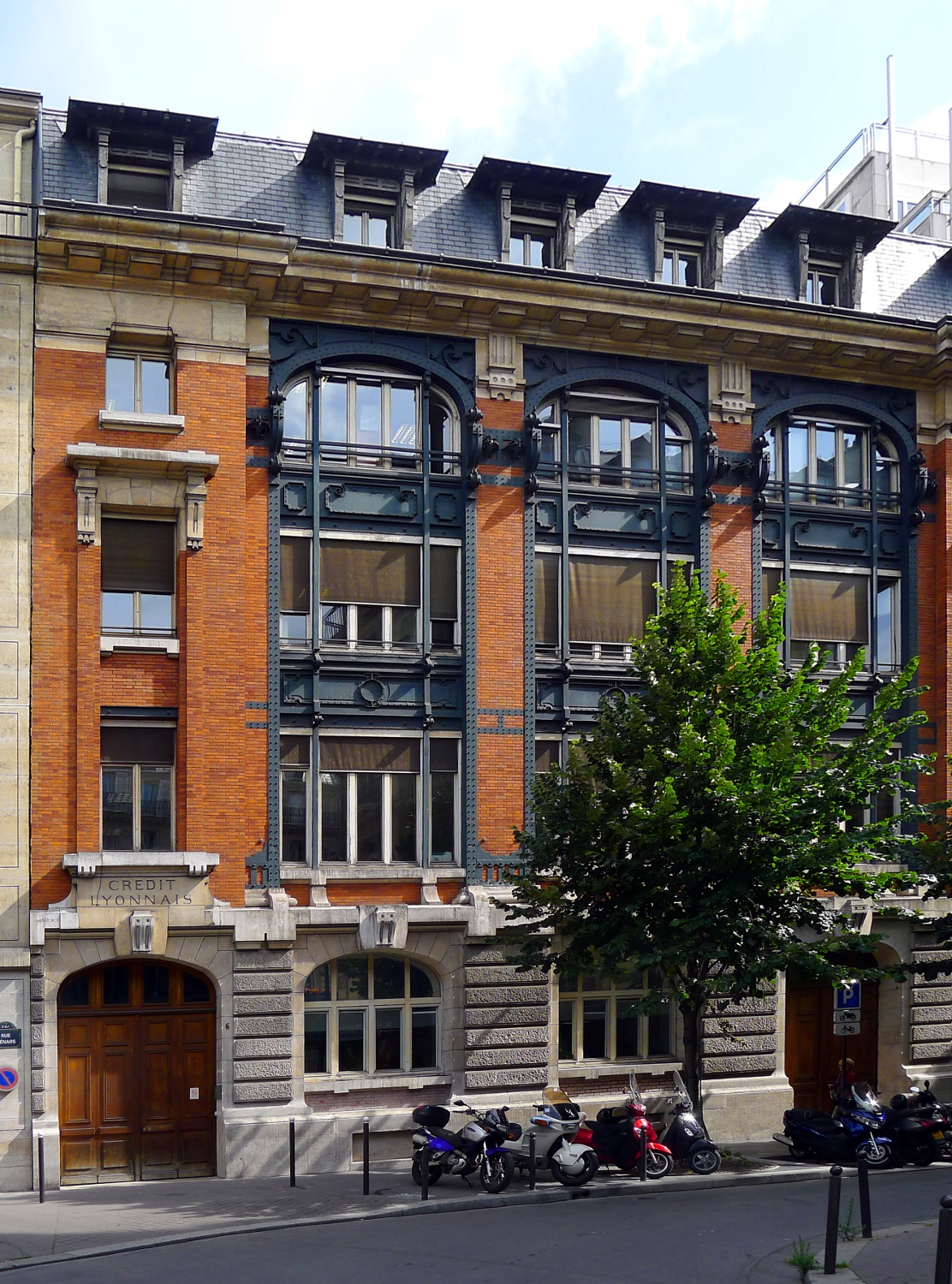
No 6 : avant la réhabilitation (photo de 2011).
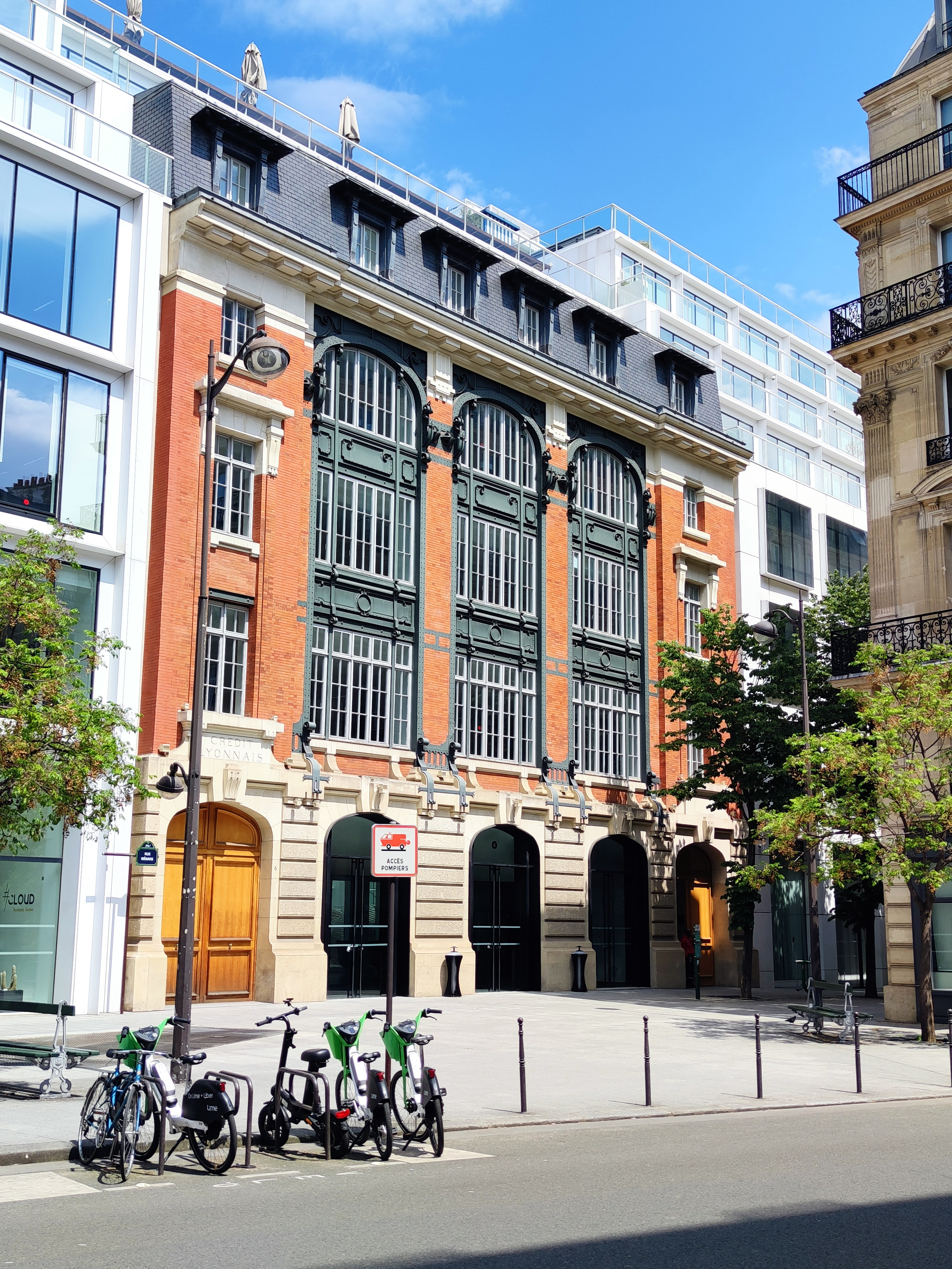
No 6 : après la réhabilitation (photo de 2023).
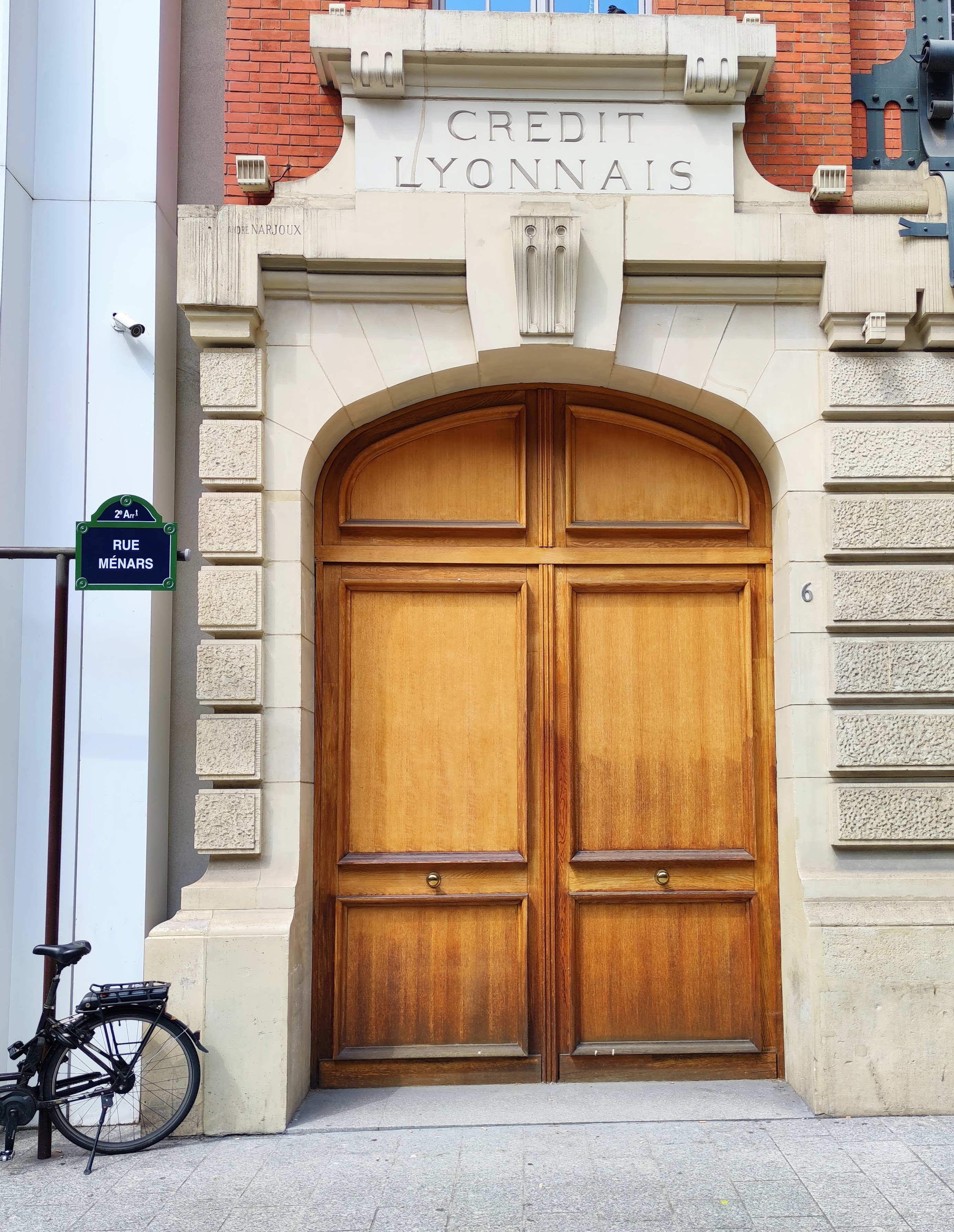
No 6 : porte.

### Bâtiments démolis
- De sa construction en 1685 à sa démolition en 1736, l'hôtel Ménars (ancien hôtel de Grancey) était situé entre le no 1 rue Ménars, les nos 77-79 rue de Richelieu et les nos 2 à 8 rue Saint-Augustin.
- No 4 : adresse des éditions Alphonse Leduc de 1862 à 1866[6].
- No 5 : ancien siège de la Caisse d'escompte du commerce (1797-1803).

## Pour approfondir